# Pediciinae
Pediciinae là một phân họ ruồi trong họ Pediciidae, có quan hệ gần gũi với Tipulidae (ruồi hạc). Có khoảng 450 loài phân bố trên toàn cầu.

## Các chi
- Dicranota Zetterstedt, 1838
- Heterangaeus Alexander, 1925
- Malaisemyia Alexander, 1950
- Nasiternella Wahlgren, 1904
- Nipponomyia Alexander, 1924
- Ornithodes Coquillett, 1900
- Pedicia Latreille, 1809
- Savchenkoiana Kocak, 1981
- Tricyphona Zetterstedt, 1837